# 哈爾庫湖
哈爾庫湖是愛沙尼亞的湖泊，位於首都塔林西面，長2公里、寬1.16公里，面積0.16平方公里，流域面積47.2平方公里，湖岸線長度6.77公里，平均水深1.6米，最大水深2.5米。